# Geknot bodemwevertje
Het geknot bodemwevertje (Palliduphantes pallidus) is een spinnensoort in de taxonomische indeling van de hangmatspinnen (Linyphiidae).
Het dier behoort tot het geslacht Palliduphantes. De wetenschappelijke naam van de soort werd voor het eerst geldig gepubliceerd in 1871 door Octavius Pickard-Cambridge.